# Luculia gratissima
Luculia gratissima là một loài thực vật có hoa trong họ Thiến thảo. Loài này được (Wall.) Sweet mô tả khoa học đầu tiên năm 1826.

## Hình ảnh

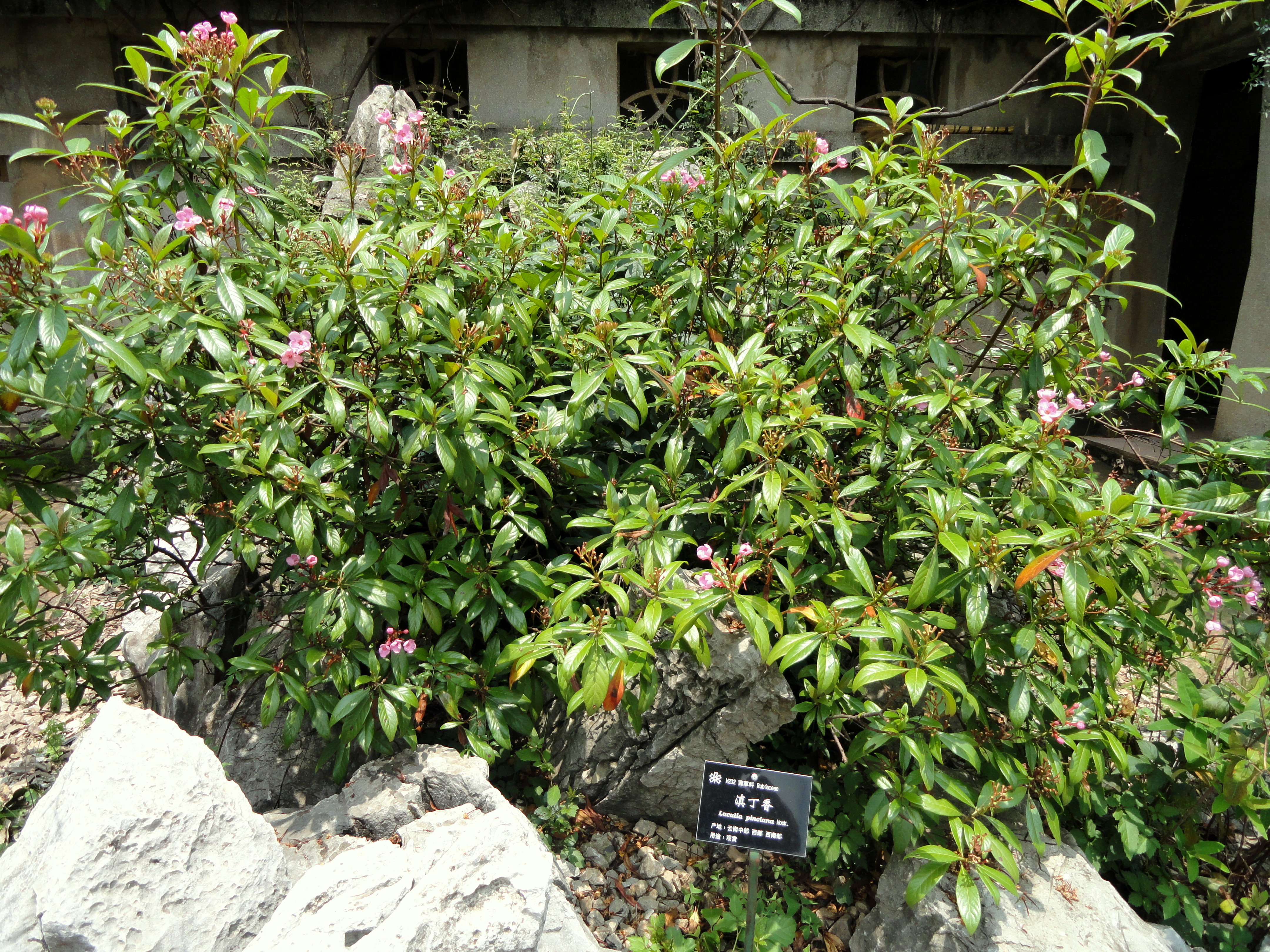
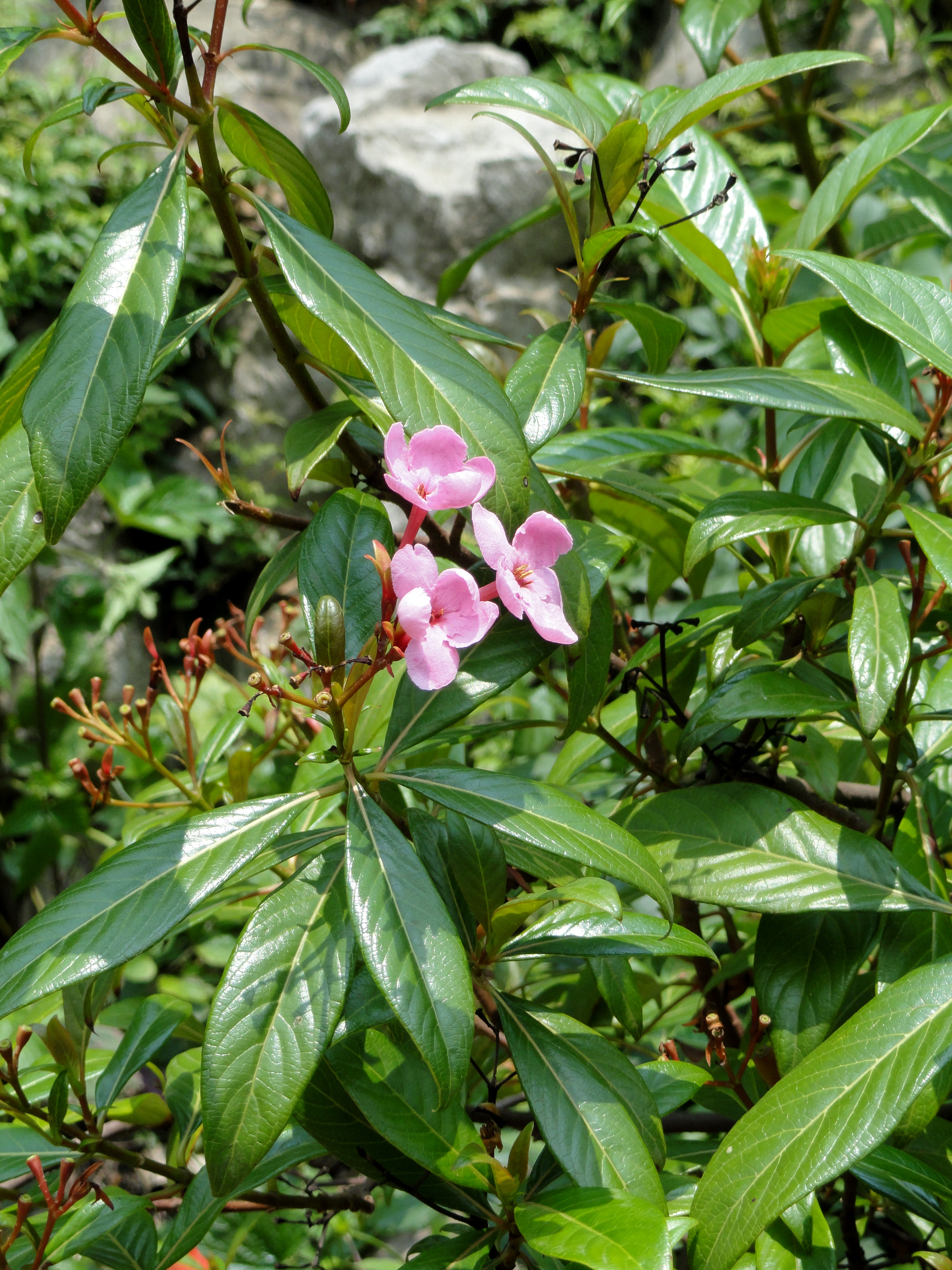
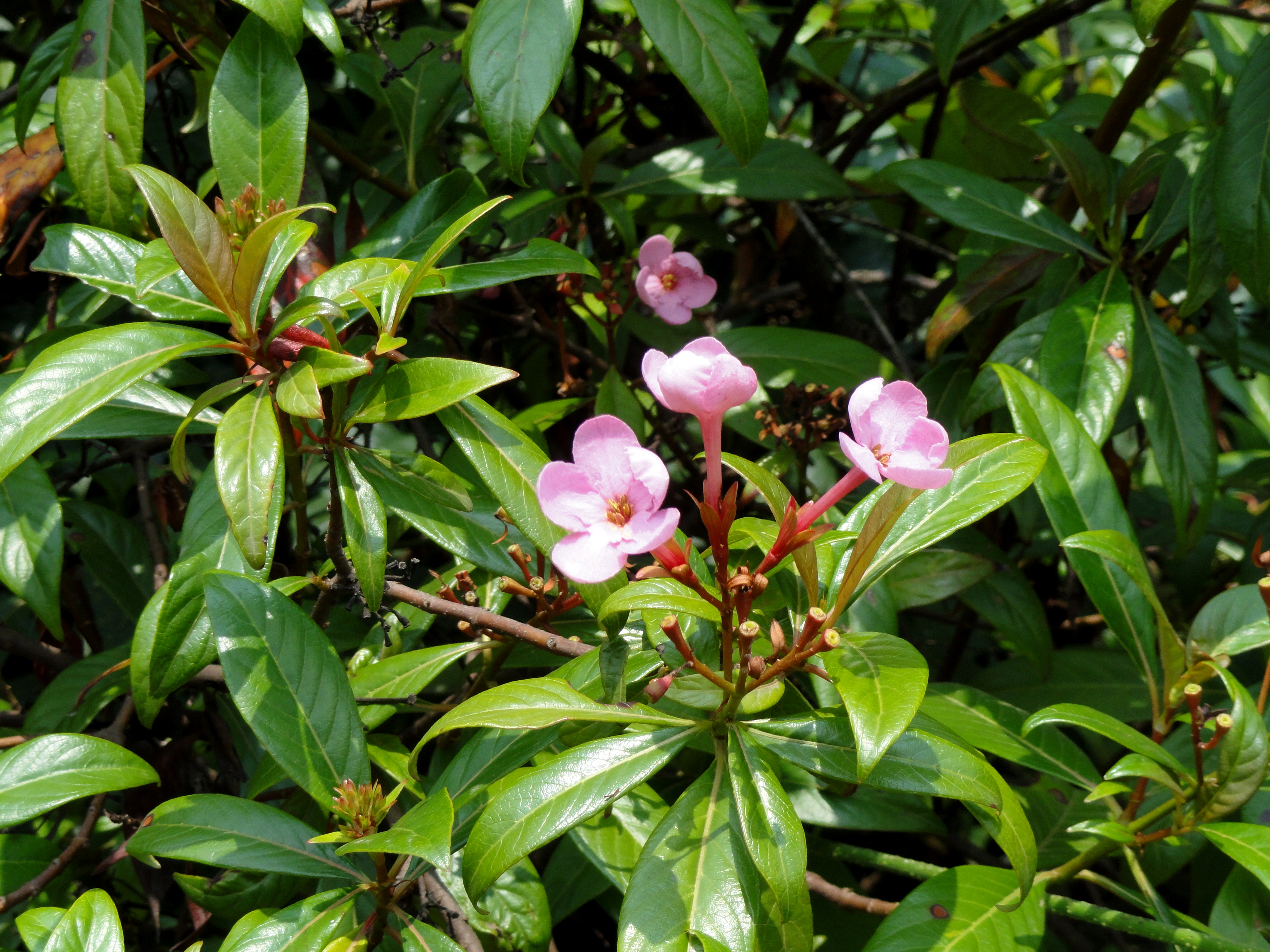
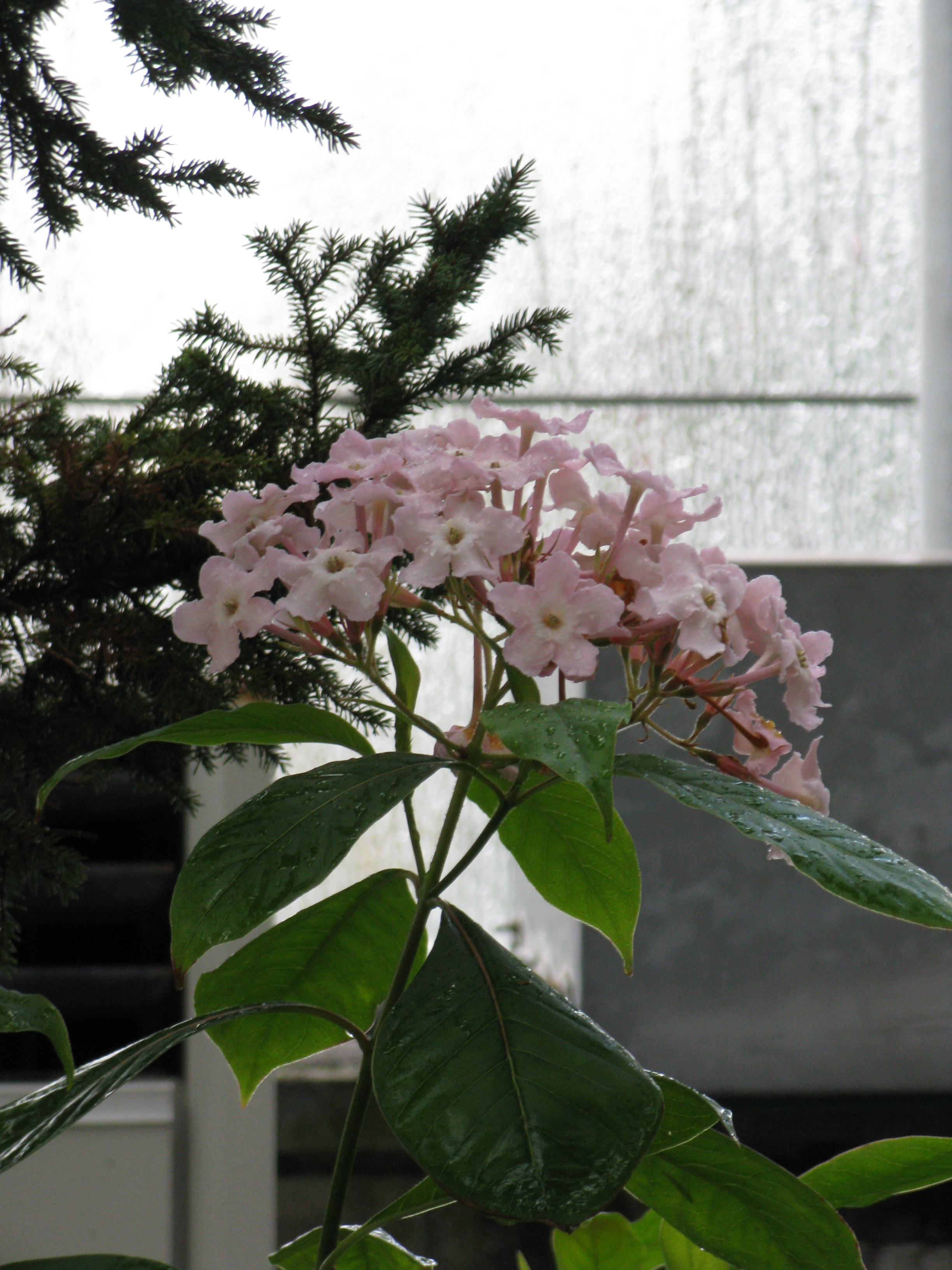